# Paté de bourgeois
Paté de bourgeois è un cortometraggio diretto dal giovanissimo Nanni Moretti, girato a Roma in super 8.
Il titolo è un gioco di parole con finalità parodistiche che unisce l'espressione francese épater le bourgeois (che significa "sbalordire il borghese") con l'espressione pâté de foie gras (che significa "paté di fegato d'oca").

## Trama
Il cortometraggio tratta delle storie di un gruppo di amici e di una coppia in crisi, mettendo in ridicolo i valori della società borghese, visti come un pasticcio culinario (da cui il titolo, appunto).